# Fórmulas de Viète
Em matemática, as fórmulas de Viète são fórmulas que relacionam os coeficientes de um polinômio a somas e produtos de suas raízes. Esta denominação deve-se a François Viète, e são usadas especialmente em álgebra.

## Leis

### Fórmulas básicas
Um polinômio geral qualquer de grau n
{\displaystyle P(x)=a_{n}x^{n}+a_{n-1}x^{n-1}+\cdots +a_{1}x+a_{0}\,}
(sendo os coeficientes números reais ou complexos e an ≠ 0) tem, conforme estabelece o teorema fundamental da álgebra, n raízes complexas (não necessariamente distintas) x1, x2, ..., xn. As fórmulas de Vieta relacionam os coeficientes do polinômio { ak } com somas e produtos (positivos ou negativos) de suas raízes { xi } como segue:
{\displaystyle {\begin{cases}x_{1}+x_{2}+\dots +x_{n-1}+x_{n}=-{\tfrac {a_{n-1}}{a_{n}}}\\(x_{1}x_{2}+x_{1}x_{3}+\cdots +x_{1}x_{n})+(x_{2}x_{3}+x_{2}x_{4}+\cdots +x_{2}x_{n})+\cdots +x_{n-1}x_{n}={\frac {a_{n-2}}{a_{n}}}\\{}\quad \vdots \\x_{1}x_{2}\dots x_{n}=(-1)^{n}{\tfrac {a_{0}}{a_{n}}}.\end{cases}}}
Estabelecido de forma equivalente, o (n − k)-ésimo coeficiente an−k é relacionado à soma acrescida de sinal de todos os possíveis subprodutos de raízes, tomando k por exemplo:
{\displaystyle \sum _{1\leq i_{1}<i_{2}<\cdots <i_{k}\leq n}x_{i_{1}}x_{i_{2}}\cdots x_{i_{k}}=(-1)^{k}{\frac {a_{n-k}}{a_{n}}}}
para k = 1, 2, ..., n (onde os índices ik são expressos em ordem crescente, a fim de garantir que cada subproduto de raízes seja considerado apenas uma vez).

### Generalização para anéis
As fórmulas de Viète são frequentemente usadas com polinômios com coeficientes em um domínio de integridade R. Neste caso os quocientes {\displaystyle a_{i}/a_{n}} pertencem ao anel de frações de R (ou em R mesmo se {\displaystyle a_{n}} é inversível em R) e as raízes {\displaystyle x_{i}} são tomadas em um corpo algebricamente fechado. Tipicamente, R é o anel dos inteiros, o campo das frações é o campo dos números racionais e o campo algebricamente fechado é o campo dos números complexos.
As fórmulas de Viète são fudamentais nestas situações, porque fornecem relações entre as raízes sem a necessidade de as determinar.
Para polinômios sobre um anel comutativo que não é um domínio de integridade, as fórmulas de Viète são válidas somente quando {\displaystyle a_{n}} é um zero não-divisor e {\displaystyle P(x)} é fatorado como {\displaystyle a_{n}(x-x_{1})(x-x_{2})\dots (x-x_{n})}. Por exemplo, no anel dos inteiros módulo 8, o polinômio {\displaystyle P(x)=x^{2}-1} tem quatro raízes: 1, 3, 5 e 7. As fórmulas de Viète não são válidas se, por exemplo, {\displaystyle x_{1}=1} e {\displaystyle x_{2}=3}, porque {\displaystyle P(x)\neq (x-1)(x-3)}. Contudo, {\displaystyle P(x)} fatora como {\displaystyle (x-1)(x-7)} e como {\displaystyle (x-3)(x-5)}, e as fórmulas de Viète são válidas se fixamos {\displaystyle x_{1}=1} e {\displaystyle x_{2}=7} ou {\displaystyle x_{1}=3} e {\displaystyle x_{2}=5}.

## Exemplos gerais
Fórmulas de Viète aplicadas a polinômios quadráticos e cúbicos:
Para polinômios de segundo grau {\displaystyle P(x)=ax^{2}+bx+c}, as raízes {\displaystyle x_{1},x_{2}} da equação {\displaystyle P(x)=0} satisfazem
{\displaystyle x_{1}+x_{2}=-{\frac {b}{a}},\quad x_{1}x_{2}={\frac {c}{a}}.}
A primeira destas equações pode ser usada para encontrar o mínimo (ou máximo) de P.
Para o polinômio cúbico {\displaystyle P(x)=ax^{3}+bx^{2}+cx+d}, as raízes {\displaystyle x_{1},x_{2},x_{3}} da equação {\displaystyle P(x)=0} satisfazem
{\displaystyle x_{1}+x_{2}+x_{3}=-{\frac {b}{a}},\quad x_{1}x_{2}+x_{1}x_{3}+x_{2}x_{3}={\frac {c}{a}},\quad x_{1}x_{2}x_{3}=-{\frac {d}{a}}.}

## Prova
As fórmulas de Viète podem ser provadas por expansão da igualdade
{\displaystyle a_{n}x^{n}+a_{n-1}x^{n-1}+\cdots +a_{1}x+a_{0}=a_{n}(x-x_{1})(x-x_{2})\cdots (x-x_{n})}
que é verificada como válida sendo {\displaystyle x_{1},x_{2},\dots ,x_{n}} todas raízes deste polinômio, expandindo esta expressão e identificando os coeficientes de cada potência de {\displaystyle x.}
Formalmente, expandindo {\displaystyle (x-x_{1})(x-x_{2})\cdots (x-x_{n}),} os termos são exatamente {\displaystyle (-1)^{n-k}x_{1}^{b_{1}}\cdots x_{n}^{b_{n}}x^{k},} onde {\displaystyle b_{i}} é 0 ou 1, sendo {\displaystyle x_{i}} incluído no produto ou não, e k é o número de {\displaystyle x_{i}} que são excluídos, sendo o número total de fatores no produto n (contando {\displaystyle x^{k}} com multiplicidade k) – havendo n escolhas binárias (inclusive {\displaystyle x_{i}} ou x), há {\displaystyle 2^{n}} termos – geometricamente, estes podem ser entendidos como os vértices de um hipercubo. Agrupando estes termos por grau é obtido o polinômio simétrico elementar em {\displaystyle x_{i}} – para xk, todos os distintos k-ésimos produtos de {\displaystyle x_{i}.}

## References
- Hazewinkel, Michiel, ed. (2001), «Viète theorem», Enciclopédia de Matemática, ISBN 978-1-55608-010-4 (em inglês), Springer
- Funkhouser, H. Gray (1930), «A short account of the history of symmetric functions of roots of equations», Mathematical Association of America, American Mathematical Monthly, 37 (7): 357–365, JSTOR 2299273, doi:10.2307/2299273

- Vinberg, E. B. (2003), A course in algebra, ISBN 0-8218-3413-4, American Mathematical Society, Providence, R.I

- Djukić, Dušan,;  et al. (2006), The IMO compendium: a collection of problems suggested for the International Mathematical Olympiads, 1959–2004, ISBN 0-387-24299-6, Springer, New York, NY